# Efferia cuervana
Efferia cuervana är en tvåvingeart som först beskrevs av Hardy 1943.  Efferia cuervana ingår i släktet Efferia och familjen rovflugor.
Artens utbredningsområde är New Mexico. Inga underarter finns listade i Catalogue of Life.